# Amerikaanse auto in 1947
Dit artikel geeft een overzicht van alle Amerikaanse personenwagens geproduceerd in 1947 door een significante autoconstructeur. De auto's staan alfabetisch gerangschikt per merk. Hier staan enkel Amerikaanse merken, ongeacht of ze eigendom zijn van een niet-Amerikaans concern. Ook gaat het om constructeurs die algemeen bekend zijn met auto's die algemeen voor het publiek verkrijgbaar zijn. 
| Chevrolet |                  | concern:                   | General Motors Verenigde Staten |
| Chevrolet | divisie:         |                            |                                 |
| Chevrolet | merk:            | Chevrolet Verenigde Staten |                                 |
| Chevrolet | model:           | Suburban                   |                                 |
| Chevrolet | einde productie: | 1955                       |                                 |
| Chevrolet | productieaantal: | ?                          |                                 |

| Studebaker |                  | concern:                    | Onafhankelijk |
| Studebaker | divisie:         |                             |               |
| Studebaker | merk:            | Studebaker Verenigde Staten |               |
| Studebaker | model:           | Land Cruiser                |               |
| Studebaker | einde productie: | 1954                        |               |
| Studebaker | productieaantal: | ?                           |               |